# Абаконово (Псковська область)
Абаконово (рос. Абаконово) — присілок в Пустошкинському районі Псковської області Російської Федерації.
Населення становить 4 особи. Входить до складу муніципального утворення Щукинська волость.

## Історія
Від 2015 року входить до складу муніципального утворення Щукинська волость.

## Населення
| 2002 | 2010 |
| ---- | ---- |
| 4    | →4   |